# Tom O'Halloran
Pour les articles homonymes, voir O'Halloran.
Tom O'Halloran, né le 22 juillet 1992, est un grimpeur australien.

## Biographie
Il remporte la médaille d'or en combiné aux Championnats d'Océanie d'escalade 2020 à Sydney, se qualifiant ainsi pour les Jeux olympiques de Tokyo.

## Palmarès

### Championnats d'Océanie
- 2020 à Sydney,  Australie
  -  Médaille d'or en combiné